# Chador
En chador (Persisk چادر) er et ydre klæde som bæres af kvinder; det er en af måderne hvorpå en muslimsk kvinder kan følge ħijāb beklædningsreglerne. Det er et traditionelt iransk klæde som oftest bruges af praktiserende muslimske kvinder i Iran.
En chador er et langt, semicirkulært stykke stof som er åbent foran. En chador har ingen åbninger til hænder men holdes lukket af hænderne eller ved at vikle endestykkerne omkring taljen.
Traditionelt har sort været skyet på grund af at den ofte associeres med død og begravelser, og hvidt eller mønstret var foretrukket. Nu er sort blevet den almene farve på en chador, bortset for hos ældre kvinde fra visse landdistrikter.
Oprindeligt blev en chador båret sammen med et tørklæde (rusæri), bluse (pirhan) og skørt (doman) eller et skørt over bukser (shælvar). Efter den iranske revolution i 1979 begyndte chadoren at blive båret over et tørklæde (trukket over khemar mæghne eller 'rusæri) og en lang overfrakke (jilbab eller manteau) blev populær til brug ved total tildækning.